# Chiquititas
Chiquititas (lit. Małe aniołki, znane w angielskiej wersji jako Tiny Angels – Malutkie aniołki) – argentyńska telenowela produkcji Televisión Federal (Telefe). Reżyserem i producentem jest Cris Morena. Serial emitowany był w latach 1995-2001. Liczy 6 sezonów i 1160 godzinnych odcinków (100 odcinków w 1-wszym sezonie, 210 odcinków w kolejnych).

## Fabuła
Juan Mezza jest bogatym człowiekiem. Po śmierci żony musi się zaopiekować 7 dzieci (w wieku 6-17 lat). Juan próbuje ułożyć sobie życie z inną kobietą o imieniu Pia, jednak ona bardziej kocha pieniądze i nienawidzi dzieci Mezzy. Joaquin - ogrodnik Juana - uważa, że drzewo w ogrodzie ma magiczną moc. Dzieci pomagają ogrodnikowi troszczyć się tym drzewem i często uciekają z domu aby posłuchać tajemniczych historii Joaquina. W życiu Juana pojawia się nowa kobieta, Anna (Grecia Colmenares). Dziewczyna ta jest zawsze uśmiechnięta i w odróżnieniu od Pia bardzo pokochuje dzieci Juana.

## Wybrane role
- Facundo Arana
- Gabriel Corrado
- Grecia Colmenares
- Hilda Bernard
- Hugo Cosciansi
- Jorge Martínez
- Ricardo Darín
- Andrea Del Boca

Adaptacje
Telenowela ze względu na swoją popularność doczekała się kilku adaptacji
- brazylijska telenowela Chiquititas (produkcji SBT, 1997-2001)
- portugalska telenowela Chiquititas (produkcji SIC, 2007-2008)
- brazylijska telenowela Chiquititas (produkcji SBT, 2013)
- Chiquititas 2006 (Chiquiitas Sin Fin) (produkcji Cris Moreny i Disney Channel, 2006)